# 库朗日
库朗日（法語：Coulanges，法語發音：[kulɑ̃ʒ]）是法国阿列省的一个市镇，位于该省东部，和索恩-卢瓦尔省接壤，属于穆兰区。

## 地理
库朗日（46°29'6"N, 3°51'35"E）面积23.96 平方千米，位于法国奥弗涅-罗讷-阿尔卑斯大区阿列省，该省份为法国中部省份，北起涅夫勒省、西北接谢尔省，西南至克勒兹省，南至多姆山省，东南临卢瓦尔省，东临索恩-卢瓦尔省。
与库朗日接壤的市镇（或旧市镇、城区）包括：莫利内、卢瓦尔河畔莫内泰、卢瓦尔河畔皮埃尔菲特、勒潘、鲁东河畔萨利尼、卢瓦尔河畔佩里尼、圣阿尼昂。

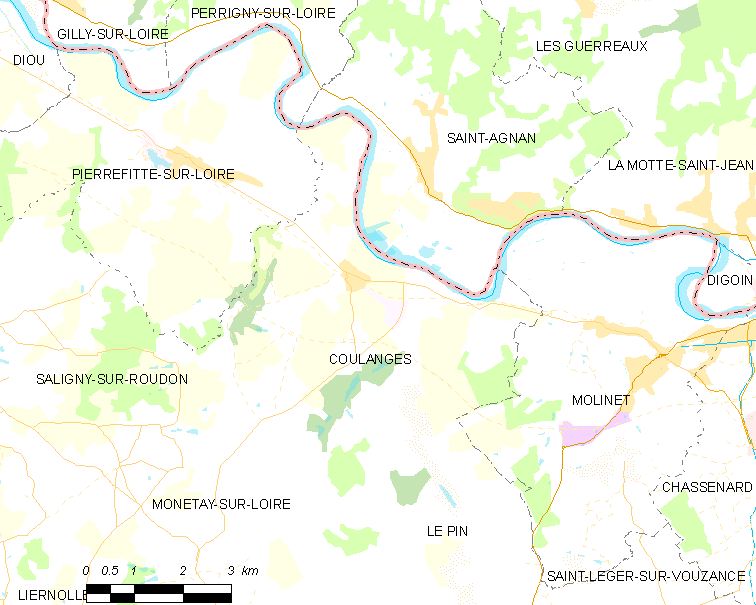
库朗日的OSM定位图

库朗日的时区为UTC+01:00、UTC+02:00（夏令时）。

## 行政
库朗日的邮政编码为03470，INSEE市镇编码为03086。

## 政治
库朗日所属的省级选区为贝布尔河畔栋皮埃尔县。

## 人口

1962-2008年间库朗日人口变化图示

库朗日于2022年1月1日时的人口数量为292人。